# Кантцов, Нильс фон
Нильс Густав фон Кантцов (швед. Nils Gustav von Kantzow; 30 августа 1885, Сольна, Швеция — 7 февраля 1967, Бьёркедаль, Швеция) — шведский гимнаст, чемпион летних Олимпийских игр 1908 года. Первый супруг Карин Геринг.
На Играх 1908 года в Лондоне Кантцов участвовал только в командном первенстве, в котором его сборная заняла первое место.